# Federico Brunori
Federico Brunori noto anche come Federico Brunori o Il Brunorino (1566 – 1649) è stato un pittore italiano attivo principalmente a Gubbio.

## Biografia
Fu allievo di Felice Damiani e molto prolifico. I suoi ritratti sono naturali, spesso vestiti con drappeggi stranieri. Potrebbe aver modellato alcune composizioni su stampe di Albrecht Dürer. Insieme a Pier Angelo Basili, contribuì ad affrescare il presbiterio della chiesa di Santa Croce della Foce a Gubbio. Completò anche i ritratti per la galleria di artisti fiorentini. Vincenzo Chiappini fu un suo allievo.